# 매슈 코널리
매슈 토머스 마틴 코널리(Matthew Thomas Martin Connolly, 1987년 9월 24일 ~ )는 잉글랜드의 전 축구 선수이다.